# Anoplolepis gracilipes
Anoplolepis gracilipes é uma espécie de formiga do gênero Anoplolepis, pertencente à subfamília Formicinae. Acredita-se que seja nativa da África Ocidental ou Ásia. Foi acidentalmente introduzida em vários lugares nos trópicos do mundo. Recebeu coloquialmente o apelido de "louca" por causa de seus movimentos erráticos quando perturbada. Suas longas pernas e antenas fazem dela uma das maiores espécies de formigas invasoras do mundo.
Como várias outras formigas invasoras, como Solenopsis invicta, Pheidole megacephala, Wasmannia auropunctata e Linepithema humile, Anoplolepis gracilipes é uma "formiga vagabunda", uma espécie que facilmente se estabelece e se torna dominante num novo habitat devido a características como agressão a outras espécies de formigas, pouca agressão a membros de sua própria espécie, recrutamento eficiente e grande tamanho de colônia. Está em sexto lugar na lista 100 das espécies exóticas invasoras mais daninhas do mundo formulada pela União Internacional para a Conservação da Natureza (IUCN), tendo invadido ecossistemas do Havaí às Seicheles e formado supercolônias na ilha do Natal, no Oceano Índico.

## Distribuição geográfica e dispersão
Anoplolepis gracilipes é comum nos trópicos, e as populações são especialmente densas na região do Pacífico. A espécie é mais famosa por causar o "colapso" ecológico da ilha do Natal. Seus habitats naturais são as planícies tropicais úmidas do Sudeste Asiático e as áreas circundantes e ilhas nos oceanos Índico e Pacífico. Foi introduzido em ampla gama de ambientes tropicais e subtropicais, incluindo o norte da Austrália, algumas ilhas do Caribe, algumas ilhas do Oceano Índico (Seicheles, Madagascar, Maurícia, Reunião, ilhas Cocos e ilha do Natal) e algumas ilhas do Pacífico ilhas (Nova Caledônia, Havaí, Polinésia Francesa, Oquinaua, Vanuatu, Micronésia, Atol Johnston e arquipélago de Galápagos). A espécie é conhecida por ocupar sistemas agrícolas como plantações de canela, frutas cítricas, café e coco. Como tem hábitos generalizados de nidificação, é capaz de se dispersar por meio de caminhões, barcos e outras formas de transporte humano.
Colônias de Anoplolepis gracilipes se dispersam naturalmente por "brotamento", ou seja, quando rainhas e operárias acasaladas deixam o ninho para estabelecer um novo, e apenas raramente através do voo com formas reprodutivas femininas aladas. Geralmente, as colônias que se dispersam por brotamento apresentam menor taxa de dispersão, necessitando de intervenção humana para atingir áreas distantes. Foi registrado que A. gracilipes se move até 400 metros (1 300 pés) por ano nas Seicheles. Uma pesquisa na ilha do Natal, no entanto, produziu uma velocidade média de propagação de três metros (9,8 pés) por dia, o equivalente a um quilômetro (0,6 milha) por ano.

## Dieta

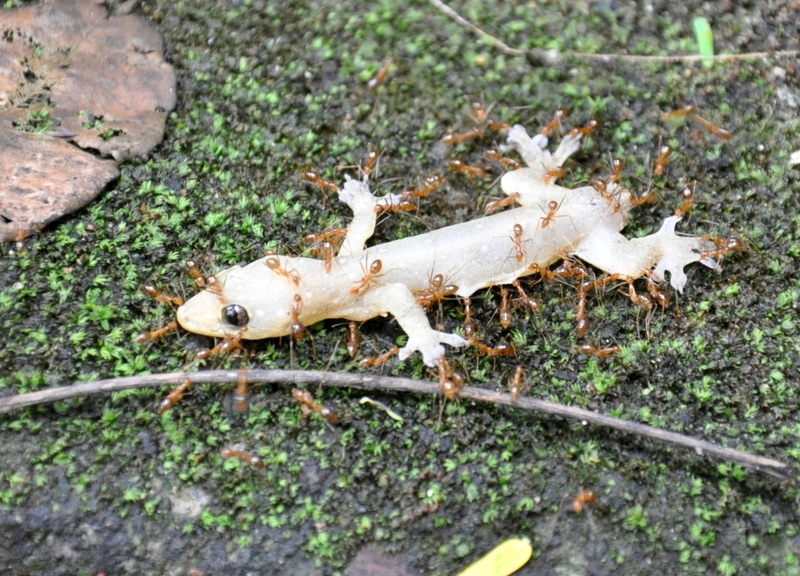
Lagartixa morta sendo comida por A. gracilipes na Índia

A. gracilipes tem sido descrito como um "predador necrófago", apresentando dieta ampla, característica de muitas espécies invasoras. Consome grande variedade de alimentos, incluindo grãos, sementes, artrópodes e matéria em decomposição, como cadáveres de vertebrados. Relatou-se que ataca e desmembra invertebrados, como pequenos isópodes, miriápodes, moluscos, aracnídeos, caranguejos terrestres, minhocas e insetos. Como todas as formigas, A. gracilipes requer fonte de alimento rica em proteínas à rainha botar ovos e carboidratos como energia às operárias. Obtém seus carboidratos de insetos produtores de néctar de plantas e melada, especialmente insetos-escama (Coccoidea), afídios e outros Sternorrhyncha. Estudos indicam que A. gracilipes depende tanto de insetos-escama que a escassez deles pode realmente limitar o crescimento da população de formigas. Por conta disso, ela "cuida" dos estágios móveis do rastreador e os protege contra seus inimigos naturais. Experimentos mostraram que essa conexão é tão forte que, em ambientes onde A. gracilipes foi removido, a densidade de insetos-escama caiu 67% em 11 semanas e zero após 12 meses.

## Impacto ambiental
Uma supercolônia quase devastou a fauna de aves do Atol Johnston, no Oceano Pacífico. A única colônia maciça foi encontrada ocupando quase um quarto da ilha, com até mil rainhas num terreno de seis metros (20 pés) de largura. Acredita-se que a infestação tenha sido erradicada.

### Austrália

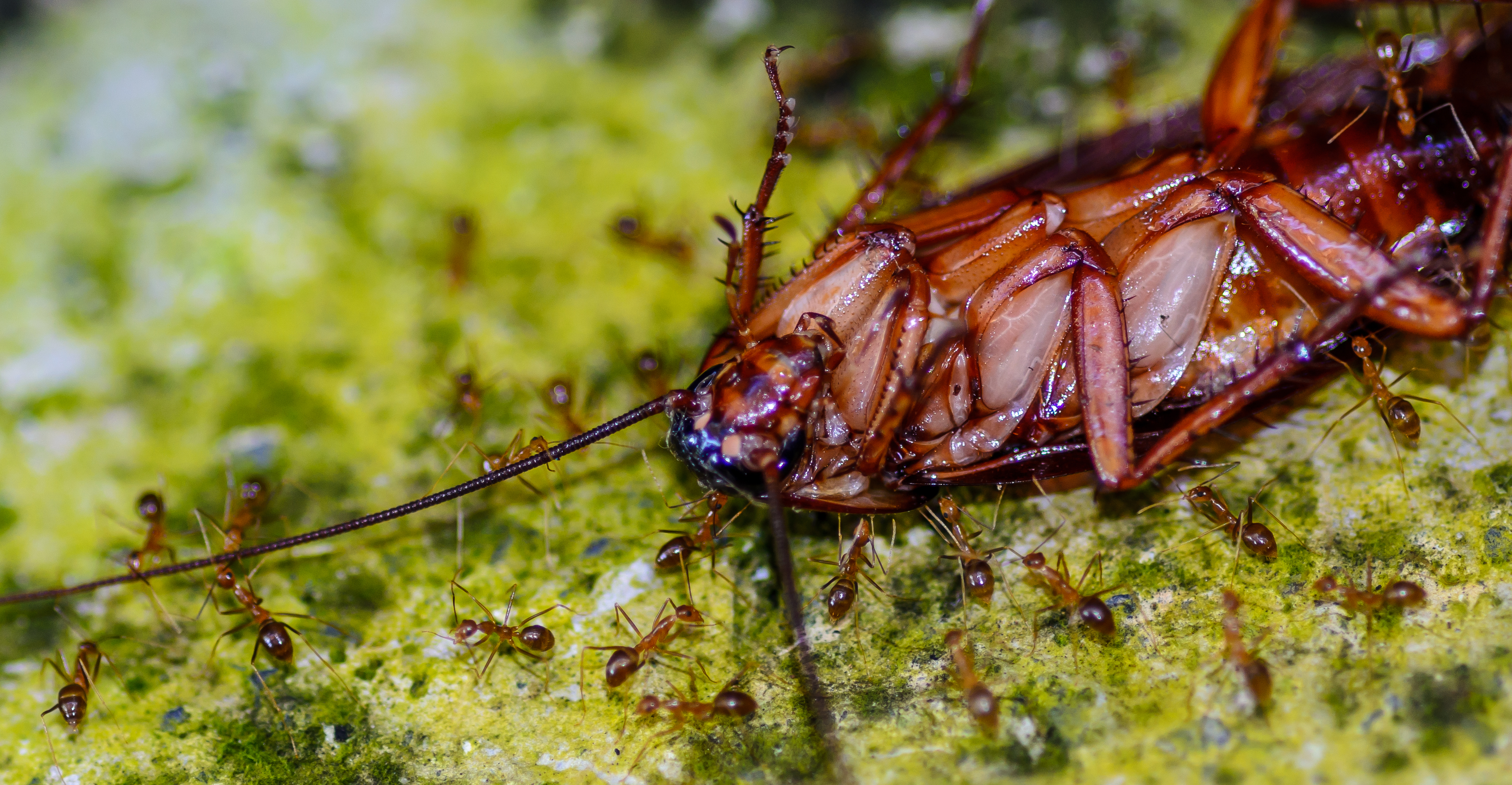
A. gracilipes transportando uma barata em direção ao seu ninho em Pohnpei, nos Estados Federados da Micronésia

Na Austrália, A. gracilipes foi encontrada em mais de 30 locais em Queenslândia e na Terra de Arnhem no Território do Norte, onde existe grande população dispersa. Uma única infestação de Nova Gales do Sul foi detectada e erradicada e, na Austrália Ocidental, foi interceptada em fretes marítimos que chegam a Fremantle. A principal infestação de Queenslândia é de 830 hectares (2 100 acres) dentro e ao redor dos trópicos úmidos da floresta tropical local, um Patrimônio da Humanidade. A infestação do Território do Norte cobre 2 500 quilômetros quadrados (970 MI quadrado), uma área maior do que o Território da Capital Australiana.
A modelagem climática indica que A. gracilipes pode se espalhar pelo norte da Austrália, de Queenslândia à Austrália Ocidental, em grande parte de Queenslândia e em partes costeiras e interiores de Nova Gales do Sul. Áreas com habitat e condições climáticas mais ideais, como os trópicos úmidos das florestas tropicais de Queenslândia, provavelmente sofrerão os maiores impactos. Uma análise de custo-benefício pelo governo de Queenslândia realizada em 2012 descobriu que A. gracilipes poderia custar à economia da Austrália mais de 3 bilhões de dólares australianos se as formigas não fossem tratadas. Esta análise não levou em consideração os impactos potenciais sobre a biodiversidade da Austrália. Os impactos conhecidos de A. gracilipes em florestas tropicais no exterior podem fornecer informações úteis sobre esses impactos, tendo em mente que impactos mais significativos estão associados a ilhas relativamente pequenas, como a ilha do Natal.

### Ilha do Natal
A. gracilipes teve impacto profundo na biodiversidade da ilha do Natal, destruindo seu ecossistema ao matar e deslocar caranguejos terrestres da floresta. As supercolônias também devastam os caranguejos que migram à costa. Isso levou ao rápido esgotamento populacional de caranguejos terrestres — matando até 20 milhões deles — que são vitais à biodiversidade local; são espécie-chave na ecologia da floresta por cavarem tocas, revirarem o solo e o fertilizarem com excrementos. Ervas daninhas que antes eram comidas por caranguejos começaram a crescer e, como resultado, mudaram a estrutura da floresta. Uma das mudanças mais notáveis na floresta é o aumento do número da árvore urticante Dendrocnide peltata, que agora floresce em muitas áreas frequentemente visitadas por humanos. O dossel da floresta também mudou à medida que os insetos-escama se multiplicaram e mataram árvores maduras.
Os caranguejos Gecarcoidea natalis são completamente exterminados em áreas infestadas. Populações de outros animais que vivem no solo e no dossel, como répteis e outra fauna de serrapilheira, também diminuíram. Durante as migrações de caranguejos, muitos se movem por áreas infestadas e são mortos. Estudos mostram que a formiga deslocou cerca de 15 a 20 milhões deles, ocupando suas tocas, matando e comendo os residentes e usando suas tocas como locais de nidificação. Esse fator esgotou bastante G. natalis e tornou suas migrações terrestres anuais muito mais perigosas. Embora A. gracilipes não morda nem pique, pulveriza ácido fórmico como mecanismo de defesa e para subjugar suas presas. Em áreas de alta densidade de formigas, o movimento dum caranguejo terrestre as perturba e, como resultado, instintivamente pulverizam ácido. Os altos níveis de ácido fórmico no nível do solo eventualmente sobrecarregam os caranguejos, que geralmente ficam cegos e acabam morrendo de desidratação (enquanto tentam eliminar o ácido) e exaustão. À medida que os caranguejos mortos se decompõem, a proteína fica disponível às formigas.
Iscas foram utilizadas para retardar o declínio de G. natalis, mas seus efeitos sobre as populações de A. gracilipes são apenas temporários, pois as colônias em fuga invadem áreas tratadas novamente, e é caro, exigindo muita mão de obra. Num esforço para encontrar um controle melhor, após a pesquisa, a Australian Parks em dezembro de 2016 importou Tachardiaephagus somervillei, uma pequena vespa (2 milímetros (5⁄64 in)) e começou a criá-las para soltura. A vespa, que ataca apenas insetos-escama, é um predador voraz do que se acredita ser uma das maiores fontes de melada de A. gracilipes na ilha, o inseto-escama-amarelo.
Pesquisadores da Universidade La Trobe em Melbourne, financiados pela Parks Australia, começaram a procurar controles biológicos em 2009. Embora as formigas sejam onívoras, estudos mostraram que a melada é parte importante da dieta. Amostras de formigas retiradas de colônias que estão crescendo rapidamente têm mais melada em sua dieta do que quando as colônias declinam. Além disso, restringindo o acesso à melada, prendendo as árvores onde as insetos-escama se alimentam, reduziu drasticamente a colônia, pois a atividade das formigas no solo caiu 95% em apenas quatro semanas. No laboratório, colônias com fontes limitadas de açúcar foram comparadas com colônias com acesso a açúcar abundante. Aqueles com açúcar abundante tiveram rainhas mais férteis e menores taxas de mortalidade entre as operárias. As operárias também foram mais agressivas com outras espécies de formigas e exploraram mais seus ambientes. Acredita-se que isso mostre por que as formigas declinam quando privadas do acesso a insetos-escama no campo e confirma que a redução da melada reduzirá bastante a capacidade das formigas de formar supercolônias.
Enquanto se espera que o controle do insetos-escama controle a formiga, na Austrália continental acredita-se que isso não ajudaria. Há pelo menos uma dúzia de insetos produtores de melada, bem como néctar extrafloral de acácias nativas, todos os quais alimentam A. gracilipes. Os especialistas continuam pedindo um programa de isca de longo prazo totalmente financiado na Austrália continental.